# Phân phối xác suất đồng thời
Cho các biến ngẫu nhiên {\displaystyle X,Y,\ldots }, được định nghĩa trên một không gian xác suất, phân phối xác suất đồng thời cho {\displaystyle X,Y,\ldots } là một phân phối xác suất mà mang đến xác suất mà mỗi {\displaystyle X,Y,\ldots } nằm trong bất kỳ phạm vi cụ thể nào hoặc tập giá trị rời rạc được chỉ định cho biến đó. Trong trường hợp chỉ có 2 biến ngẫu nhiên, điều này gọi là phân phối hai biến (bivariate distribution), nhưng khái niệm tổng quát hóa tới bất kỳ số lượng biến ngẫu nhiên, cho một phân phối đa biến (multivariate distribution).